# 安洗瑩
安洗瑩（韩语：／ An Se Young ?，2002年2月5日—），韓国女子羽毛球運動員，出生于全羅南道羅州市，成長于光州廣域市，毕业于光州體育高中，现为三星生命保险羽毛球隊成員，2017年入选韩国国家队，為韓國史上首位以初中生身份透過選拔賽入選的羽球選手。她在2024年夏季奧林匹克運動會赢得羽球女子單打金牌，也是世界羽聯巡迴賽歷史上最年輕的超級750賽冠軍、超級1000賽冠軍和年終總決賽冠軍，世界羽球联盟將她评定是最佳女球员和最有前途的球员。

## 職業生涯

### 2017年
2017年7月，安洗瑩代表韩國隊出戰印尼雅加达舉行的亚洲青年羽毛球錦標賽，在率先進行的混合团体赛中，韩國队取得金牌；而在个人賽事中，安洗瑩在首圈對決泰国的帕达拉苏打·猜万，最終以1比2 （22-20、18-21、12-21）不敌对手。同年10月，她再次代表韩国队出戰印尼日惹舉行的世界青年羽毛球錦標賽，韩國队取得铜牌；而在个人賽事中，她於32強再次遭遇泰国的帕达拉苏打·猜万，最終以1-2 （20-22、21-9、20-22）败于对手。

### 2018年
2018年2月，安洗瑩首次亮相成人組國際賽，於亞洲羽毛球團體錦標賽女子團體比賽為韓國擔任女單三號上陣一場，擊敗馬爾代夫選手Nafha Nasrullah，首次取得世界排名。4月出戰大阪國際挑戰賽，首圈以2比1击败赛会3号种子、日本的仁平菜月，後於次圈以0比2 （18-21、20-22）敗於另外一名日本選手仲井由希乃。5月於優霸盃擔任韓國女單三號，四場全勝，協助韓國取得銅牌。

### 2019年
2019年5月，年僅17歲的安洗瑩出戰東京奧運積分賽首站——紐西蘭公開賽。此戰中她一鳴驚人，先後爆冷擊敗8號種子陳曉欣、3號種子張蓓雯以及7號種子大堀彩，決賽中直落二（21-19、21-15）擊敗倫敦奧運冠軍李雪芮，首次奪得超級賽冠軍。同月舉行的蘇迪曼盃中，她頂替受傷的成池鉉擔任韓國女子單打一號。在對決中華臺北的比賽中，她一舉擊敗世界排名第一的戴資穎（14-21、21-18、21-16）。儘管在對陣泰國時惜敗於前世界冠軍拉差諾·依瑟儂（15-21、17-21），使得韓國隊無緣四强，但是作爲兩次賽事中的最大黑馬，她以强大的基本功和防守能力驚豔世界羽壇。
2019年7月，安洗瑩作爲5號種子出戰加拿大羽毛球公開賽，先後擊敗日本小將水井敏捷、頭號種子地主選手李文珊，決賽戰勝當屆亞青賽冠軍王祉怡，收下第二座超級賽冠軍。8月，出戰秋田羽毛球大師賽，擊敗世青賽銅牌的大家夏稀、帕达拉苏打·猜万、以及日本老將鈴木溫子奪冠。另外她在海得拉巴羽球公開賽中以1：2遺憾負於新加坡楊佳敏取得亞軍，在台北羽球公開賽中輸給韓國前輩成池鉉，四强止步。
2019年10月，在丹麥羽球公開賽中，安洗瑩在次輪爆冷擊敗當屆世錦賽冠軍普薩拉·文卡塔·辛杜，八强也只以微弱的差距輸給卡羅列娜·馬琳。同月的法國羽球公開賽中，安洗瑩四分之一決賽直落二擊敗印度前球后塞娜·内維爾，半決賽直落二前世界排名第一的日本名將山口茜，在決賽以2：1（16-21，21-18，21-5）逆轉比賽，第三局更是以懸殊的比分擊敗三屆世錦賽冠軍，當屆奧運冠軍的卡羅列娜·馬琳，成爲第二位在國際羽聯750以上女子單打比賽奪冠的非種子選手，也是世界羽聯巡迴賽賽制開始後，在高級別賽事中最年輕的女子單打冠軍（17歲8個月），也是2000年之後出生的女子單打選手中第一位奪得高級別賽事冠軍的選手。
2019年12月，安洗瑩獲得世界羽聯評選的年度最佳新人獎（Most Promising Player of 2019）。

### 2020年
2020年1月，安洗瑩出战泰國羽毛球大師賽，在女单决赛以0比2（16-21、20-22）不敌赛会头号种子、日本名将山口茜，取得亚军。

### 2021年
2021年1月，安洗瑩出战YONEX泰國羽毛球公開賽，TOYOTA泰國羽毛球公開賽，世羽聯世界巡迴賽年終總決賽。在三戰連續1000級別以上的比賽中皆闖入4強，世界排名來到第8位。
2021年7月，19歲的安洗瑩作爲7號種子出戰東京奧運會，輕鬆通過小組賽，并且直落二擊敗布桑蘭·恩布魯龐進入8強。 四分之一決賽中，0-2 （18-21,19-21） 輸給最終的冠軍陳雨菲。
2021年10月，安洗瑩以韓國女子第一單打身份出戰蘇迪曼盃和優霸盃，幫助韓國隊取得兩項銅牌。同月出戰丹麥公開賽，在決賽苦戰至第三局退賽（21-18，23-25，5-16），不敵日本山口茜取得亞軍。在隨後的法國公開賽，半決賽同樣1比2（13-21，21-10，18-21）輸給日本名將山口茜，止步四强。她的世界排名在此之後提升至第6位。
2021年11月，安洗瑩出戰印尼大師賽，決賽2比0（21-17，21-19）復仇頭號種子、日本前球后山口茜，取得生涯第二座750賽冠軍，打破2年的冠軍荒。隨後的印尼公開賽，安洗瑩再次闖入決賽，以2比0（21-17，22-20）擊敗前任世錦賽冠軍、泰國的拉差諾·依瑟儂，取得生涯第一座超級1000賽冠軍（背靠背奪冠）。她也成為世界羽聯巡迴賽賽制開始後，奪得1000賽冠軍的最年輕選手。
2021年12月，安洗瑩作爲5號種子參加世界羽聯世界巡迴賽總決賽，小組賽以2勝1負成績第二名晉級，在半決賽 2比0（25-23，21-17）險勝頭號種子、泰國的蓬帕威·磋楚翁，在決賽以强勢的 2比0 （21-16，21-12）擊敗世錦賽衛冕冠軍、奧運銀牌和銅牌得主普薩拉·文卡塔·辛度，拿下個人首座年終賽冠軍。安洗瑩以19歲又10個月的年齡成爲史上最年輕的年終賽冠軍，連續三站巡迴賽奪冠，她的世界排名也隨之來到史上新高的第四位。

### 2023年 全英、世錦賽加冕 亞運摘金
2023年是安洗瑩快速崛起的一年，在當年賽季共收穫了單季8座巡迴賽冠軍，並在當年日本羽球公開賽結束後成功問鼎世界球后寶座。（2023年8月1日）
2023年3月，安洗瑩在第113屆全英公開賽以一局未失的姿態晉級準決賽，與代表中華臺北的大會第三種子戴資穎鏖戰三局勝出。決賽輪安洗瑩則遭遇第四種子陈雨菲，同樣以三局獲勝，生涯首次取得該賽事冠軍，同時也是1996年以來再有南韓女球員獲獎。
2023年8月，在丹麥哥本哈根舉行的2023年世界羽毛球錦標賽，安洗瑩於決賽的對手為西班牙的瑪琳，最後安洗瑩僅花43分鐘就以21：12、21：10擊敗瑪琳，捧得她個人首座世錦賽冠軍，也成為韓國歷史第一人。
2023年10月，安洗瑩參與了2022年亞洲運動會羽毛球女子單打比賽，分別在8強及4強時分別擊敗了泰國的布桑蘭·恩布魯龐（21-12、21-13）及中國的何冰嬌（21-10、21-13）晉級決賽。決賽時遇上了老對手、來自中國的陳雨菲，最終花費了90分鐘以2比1（21-18、17-21、21-8）鏖戰三局擊敗對手，順利取得亞運會金牌。但此戰第二局時，安洗瑩腳部出現傷勢，但仍舊靠著意志力努力奮戰到最後一刻不放棄。

### 2024年 在奧運为韩国赢得金牌
2024年安洗瑩奪得世界羽聯巡迴賽中超級1000賽與750賽共四座冠軍，並以大會頭號種子之勢在巴黎奧運女子單打比賽中先後打敗山口茜、東宗等好手，並在決賽以直落二（21：13、21：16）戰勝何冰嬌為韩国贏得28年來首面奧運羽球女子單打項目金牌安洗莹是继1996年亚特兰大奥运会方铢贤之后，睽违28年再为韩国赢得金牌，同時也是1992年設立羽球項目以來，韓國獲得的第7金，安洗瑩也成為史上第2位囊括世錦賽、洲際運動會和奧運金牌的羽球女單選手。

### 2025年 20連勝及首位女單球員單一賽季奪得3站超級1000級別冠軍
2025年首季參加4站比賽，分別是馬來西亞羽毛球公開賽、印度羽毛球公開賽、奧爾良羽毛球大師賽和全英羽毛球公開賽，20場比賽全部勝出，同時獲得4站冠軍。
3月，安洗瑩在第115屆全英公開賽3局逆轉擊敗王祉怡，第2次取得冠軍，成為南韓史上第一位在全英賽累積2冠的女單球員。 完成第115屆全英公開賽並經檢查後，發現大腿肌肉撕裂傷，需休養約3到4週，於24日宣布因傷退出亞洲羽毛球錦標賽，無緣挑戰「大滿貫」。
5月，安洗瑩在印尼羽毛球公開賽3局逆轉擊敗王祉怡，相隔4年再奪冠軍，亦是賽季第三個超級1000級別賽事冠軍，成為首位在單一賽季取得3個超級1000級別賽事冠軍的女單球員。

## 評價
韩国的羽球名人堂成員方铢贤在2019年蘇迪曼盃期间，曾於在球队下榻的酒店里與安洗瑩会见及合影留念，並認為其於网前和两个侧边的控制还有不足，但是继续成长的话，完全可能在奥运会上夺取奖牌。

## 主要比賽成績
只列出曾進入準決賽的國際賽事成績：
| 年份   | 賽事                         | 公開賽級別 | 項目     | 成績   |
| ------ | ---------------------------- | ---------- | -------- | ------ |
| 2017年 | 亞洲青年羽毛球錦標賽         | 其它       | 混合團體 | 金牌   |
| 2017年 | 世界青年羽毛球錦標賽         | 其它       | 混合團體 | 銅牌   |
| 2018年 | 亞洲羽毛球團體錦標賽         | 其它       | 女子團體 | 銅牌   |
| 2018年 | 優霸盃                       | 其它       | 女子團體 | 銅牌   |
| 2018年 | 印尼羽毛球國際挑戰賽         | 國際挑戰賽 | 女子單打 | 亞軍   |
| 2018年 | 愛爾蘭羽毛球公開賽           | 國際系列賽 | 女子單打 | 冠軍   |
| 2019年 | 越南羽毛球國際挑戰賽         | 國際挑戰賽 | 女子單打 | 亞軍   |
| 2019年 | 紐西蘭羽毛球公開賽           | 超級300賽  | 女子單打 | 冠軍   |
| 2019年 | 加拿大羽毛球公開賽           | 超級100賽  | 女子單打 | 冠軍   |
| 2019年 | 海得拉巴羽毛球公开赛         | 超級100賽  | 女子單打 | 亞軍   |
| 2019年 | 秋田羽毛球大師賽             | 超級100賽  | 女子單打 | 冠軍   |
| 2019年 | 中華台北羽毛球公開賽         | 超級300賽  | 女子單打 | 準決賽 |
| 2019年 | 法國羽毛球公開賽             | 超級750賽  | 女子單打 | 冠軍   |
| 2019年 | 韓國羽毛球大師賽             | 超級300賽  | 女子單打 | 冠軍   |
| 2020年 | 泰國羽毛球大師賽             | 超級300賽  | 女子單打 | 亞軍   |
| 2020年 | 亞洲羽毛球團體錦標賽         | 其它       | 女子團體 | 銀牌   |
| 2020年 | YONEX泰國羽毛球公開賽        | 超級1000賽 | 女子單打 | 準決賽 |
| 2020年 | TOYOTA泰國羽毛球公開賽       | 超級1000賽 | 女子單打 | 準決賽 |
| 2020年 | 世界羽聯世界巡迴賽總決賽     | 總決賽     | 女子單打 | 銅牌   |
| 2021年 | 蘇迪曼盃                     | 其它       | 混合團體 | 銅牌   |
| 2021年 | 優霸盃                       | 其它       | 女子團體 | 銅牌   |
| 2021年 | 丹麥羽毛球公開賽             | 超級1000賽 | 女子單打 | 亞軍   |
| 2021年 | 法國羽毛球公開賽             | 超級750賽  | 女子單打 | 準決賽 |
| 2021年 | 印尼羽毛球大師賽             | 超級750賽  | 女子單打 | 冠軍   |
| 2021年 | 印尼羽毛球公開賽             | 超級1000賽 | 女子單打 | 冠軍   |
| 2021年 | 世界羽聯世界巡迴賽總決賽     | 總決賽     | 女子單打 | 冠軍   |
| 2022年 | 德國羽毛球公開賽             | 超級300賽  | 女子單打 | 準決賽 |
| 2022年 | 全英羽毛球公開賽             | 超級1000賽 | 女子單打 | 亞軍   |
| 2022年 | 韓國羽毛球公開賽             | 超級500賽  | 女子單打 | 冠軍   |
| 2022年 | 韓國羽毛球大師賽             | 超級300賽  | 女子單打 | 準決賽 |
| 2022年 | 亞洲羽毛球錦標賽             | 其它       | 女子單打 | 銅牌   |
| 2022年 | 優霸盃                       | 其它       | 女子團體 | 金牌   |
| 2022年 | 馬來西亞羽球大師賽           | 超級500賽  | 女子單打 | 冠軍   |
| 2022年 | 世界羽毛球錦標賽             | 其它       | 女子單打 | 銅牌   |
| 2022年 | 日本羽球公開賽               | 超級750賽  | 女子單打 | 亞軍   |
| 2022年 | 澳洲羽毛球公開賽             | 超級300賽  | 女子單打 | 冠軍   |
| 2023年 | 馬來西亞羽毛球公開賽         | 超級1000賽 | 女子單打 | 亞軍   |
| 2023年 | 印度羽毛球公開賽             | 超級750賽  | 女子單打 | 冠軍   |
| 2023年 | 印尼羽毛球大师赛             | 超級500賽  | 女子單打 | 冠軍   |
| 2023年 | 德國羽毛球公開賽             | 超級300賽  | 女子單打 | 亞軍   |
| 2023年 | 全英羽毛球公開賽             | 超級1000賽 | 女子單打 | 冠軍   |
| 2023年 | 亞洲羽毛球錦標賽             | 其它       | 女子單打 | 銀牌   |
| 2023年 | 蘇迪曼盃                     | 其它       | 混合團體 | 銀牌   |
| 2023年 | 泰國羽毛球公開賽             | 超級500賽  | 女子單打 | 冠軍   |
| 2023年 | 新加坡羽毛球公開賽           | 超級750賽  | 女子單打 | 冠軍   |
| 2023年 | 印尼羽毛球公開賽             | 超級1000賽 | 女子單打 | 準決賽 |
| 2023年 | 韓國羽毛球公開賽             | 超級500賽  | 女子單打 | 冠軍   |
| 2023年 | 日本羽毛球公開賽             | 超級750賽  | 女子單打 | 冠軍   |
| 2023年 | 世界羽毛球錦標賽             | 其它       | 女子單打 | 金牌   |
| 2023年 | 中國羽毛球公開賽             | 超級1000賽 | 女子單打 | 冠軍   |
| 2023年 | 亞洲運動會羽毛球比賽         | 其他       | 女子團体 | 金牌   |
| 2023年 | 亞洲運動會羽毛球比賽         | 其他       | 女子單打 | 金牌   |
| 2023年 | 日本熊本羽毛球大師賽         | 超級500賽  | 女子單打 | 準決賽 |
| 2023年 | 世界羽聯世界巡迴賽總決賽     | 總決賽     | 女子單打 | 準決賽 |
| 2024年 | 馬來西亞羽毛球公開賽         | 超級1000賽 | 女子單打 | 冠軍   |
| 2024年 | 法國羽毛球公開賽             | 超級750賽  | 女子單打 | 冠軍   |
| 2024年 | 全英羽毛球公開賽             | 超級1000賽 | 女子單打 | 準決賽 |
| 2024年 | 優霸盃                       | 其它       | 女子團體 | 銅牌   |
| 2024年 | 新加坡羽毛球公開賽           | 超級750賽  | 女子單打 | 冠軍   |
| 2024年 | 印尼羽毛球公開賽             | 超級1000賽 | 女子單打 | 亞軍   |
| 2024年 | 夏季奧林匹克運動會羽毛球比賽 | 其它       | 女子單打 | 金牌   |
| 2024年 | 丹麥羽毛球公開賽             | 超級750賽  | 女子單打 | 亞軍   |
| 2024年 | 中國羽毛球大師賽             | 超級750賽  | 女子單打 | 冠軍   |
| 2024年 | 世界羽聯世界巡迴賽總決賽     | 總決賽     | 女子單打 | 準決賽 |
| 2025年 | 馬來西亞羽毛球公開賽         | 超級1000賽 | 女子單打 | 冠軍   |
| 2025年 | 印度羽毛球公開賽             | 超級750賽  | 女子單打 | 冠軍   |
| 2025年 | 奧爾良羽毛球大師賽           | 超級300賽  | 女子單打 | 冠軍   |
| 2025年 | 全英羽毛球公開賽             | 超級1000賽 | 女子單打 | 冠軍   |
| 2025年 | 蘇迪曼盃                     | 其它       | 混合團體 | 銀牌   |
| 2025年 | 印尼羽毛球公開賽             | 超級1000賽 | 女子單打 | 冠軍   |
| 2025年 | 日本羽毛球公開賽             | 超級750賽  | 女子單打 | 冠軍   |
| 2025年 | 中國羽毛球公開賽             | 超級1000賽 | 女子單打 | 準決賽 |

| 2007-2017年 | 首要超級賽 | 超級賽 | 黃金大獎賽 | 大獎賽 | 國際挑戰賽 | 國際系列賽 | 未來系列賽 | 其他 |

| 2018-2026年 | 總決賽 | 超級1000賽 | 超級750賽 | 超級500賽 | 超級300賽 | 超級100賽 | 國際挑戰賽 | 國際系列賽 | 未來系列賽 | 其他 |

### 世界冠軍頭銜
安洗瑩在羽毛球生涯中共奪得3項羽毛球世界冠軍頭銜。
| 賽事               | 奪冠次數 | 年份               |
| ------------------ | -------- | ------------------ |
| 夏季奧林匹克運動會 | 1        | 2024年（女子單打） |
| 世界羽毛球錦標賽   | 1        | 2023年（女子單打） |
| 優霸盃             | 1        | 2022年（女子團體） |
| 總計               | 3        |                    |

### 奧運會和世錦賽參賽紀錄
| 項目     | 2020 | 2021 | 2022 | 2023 | 2024 |
| -------- | ---- | ---- | ---- | ---- | ---- |
| 女子單打 | 8強  | 8強  | 銅牌 | 金牌 | 金牌 |

## 主要對賽紀錄
安洗瑩與主要對手的對賽成績如下（只列出對賽五次或以上對手，截至2025年7月27日）：

| 對手                     | 對賽次數 | 對賽結果 | 對賽結果 | 總計 |
| 對手                     | 對賽次數 | 勝       | 負       | 總計 |
| ------------------------ | -------- | -------- | -------- | ---- |
| 成池鉉（退役）           | 5        | 2        | 3        | -1   |
| 金佳恩                   | 10       | 6        | 4        | +2   |
| 沈有振                   | 5        | 4        | 1        | +3   |
| 陳雨菲                   | 26       | 13       | 13       | 0    |
| 何冰嬌                   | 14       | 9        | 5        | +4   |
| 王祉怡                   | 17       | 13       | 4        | +9   |
| 韓悅                     | 10       | 8        | 2        | +6   |
| 戴資穎                   | 15       | 12       | 3        | +9   |
| 許玟琪                   | 8        | 8        | 0        | +8   |
| 普薩拉·文卡塔·辛度       | 7        | 7        | 0        | +7   |
| 格蕾戈麗亞·瑪麗斯卡·東宗 | 11       | 11       | 0        | +11  |
| 普特里·庫蘇馬·瓦爾達尼   | 5        | 5        | 0        | +5   |
| 拉差諾·依瑟儂            | 12       | 11       | 1        | +10  |
| 蓬帕威·磋楚翁            | 11       | 11       | 0        | +11  |
| 披提亞蓬·猜萬            | 8        | 6        | 2        | +4   |
| 布桑蘭·恩布魯龐          | 8        | 8        | 0        | +8   |
| 素尼達·革通              | 6        | 5        | 1        | +4   |
| 山口茜                   | 27       | 13       | 14       | -1   |
| 大堀彩                   | 6        | 6        | 0        | +6   |
| 卡羅列娜·馬琳            | 10       | 6        | 4        | +2   |
| 楊佳敏                   | 11       | 9        | 2        | +7   |
| 張蓓雯                   | 6        | 6        | 0        | +6   |
| 李文珊                   | 7        | 7        | 0        | +7   |
| 克里斯蒂·吉爾莫          | 7        | 7        | 0        | +7   |

## 其他獎項
| 年份   | 獎項                             | 結果 | 參考   |
| ------ | -------------------------------- | ---- | ------ |
| 2019年 | 韩国羽球協會最具潜力女性球员     | 獲獎 | [ 25 ] |
| 2019年 | 世界羽联最有潜力運動員           | 獲獎 |        |
| 2019年 | 世界羽联最佳新秀奖               | 獲獎 | [ 26 ] |
| 2023年 | 世界羽联最佳女運動員             | 獲獎 |        |
| 2023年 | 韩国羽協最佳女運動員             | 獲獎 | [ 27 ] |
| 2024年 | 世界羽聯年度最佳女子單打運動員   | 獲獎 | [ 28 ] |
| 2024年 | 世界羽聯球員票選年度最佳女運動員 | 獲獎 | [ 28 ] |

## 個人生活
安洗瑩父親安貞賢為退役拳擊手，曾代表韓國參與1994年廣島亞運；安洗瑩胞弟安允成同為韩国羽毛球運動員。